# 万物简史
《万物简史》（英語：A Short History of Nearly Everything），是美国作家比尔·布莱森所著的一本通俗的科学书。它使用通俗易懂的语言，解释了一些专业科学领域问题。正因如此，它比该主题的其他书籍更吸引大众。本书是英国2005年畅销科普书籍之一，销量超过300000册。
《万物简史》不同于布莱森的流行旅行书籍流派，而是描述一般科学领域的话题，如化学，古生物学，天文学和粒子物理学。在其中，他通过进化学和地质学，探索了从宇宙大爆炸到发现量子力学的历程。

## 创作背景
比尔·布莱森创作《万物简史》，是由于他对自己的科学知识贮备并不满意。他写道，科学在学校是一个遥远而难以解释的学科，教科书和老师都没有点燃他对科学知识的热情，主要是因为他们从未钻研过有关科学的“为什么”、“怎么样”与“何时”。
布莱森在谈到自己在学校中使用教科书的状态时说道：“似乎是（教科书的作者）想通过把所有的东西都弄得深不可测，来保持一种神秘感。”

## 内容
在《万物简史》中，布莱森用图解的方式描述了宇宙的大小以及原子和亚原子粒子的大小。然后，他探索了地质学和生物学的历史，追溯生命的诞生到今天现代人类的发展，把重点放在现代智人的发展。此外，他还讨论了地球被陨石撞击的可能性，并思考了人类在陨石撞击地球之前发现流星的能力，以及这种事件造成的广泛破坏。他还描述了一些最新的破坏性的火山灾害在地球的起源及其历史，包括喀拉喀托火山和黄石公园。
这本书的大部分内容也致力于讲述有关研究和发现背后的科学家的幽默故事以及他们时常的古怪行为。布莱森还谈到了关于人类对地球气候和其他物种生存的影响的现代科学观点，以及地震、火山、海啸、飓风以及这些灾难所引起的大规模灭绝等自然灾害的严重程度。
这本书也包含了一些事实上的错误和不准确之处。其中一些已经被证明，因为这本书出版以来，有关科学领域已经有了新的发现，而且一些分类也发生了变化。例如，冥王星被重新归类为矮行星、宇宙不会停止膨胀并且膨胀正在加速等等。
这本书的插图版本在2005年11月发布。一些有声书也被提供，包括一个删节版本和至少三个未删节版本。

## 荣誉和评论
《万物简史》一书得到了普遍好评。评论者认为此书写得很好，十分有娱乐性。
2004年，这本书赢得了著名的Avests奖的最佳普通科学书奖项。布莱森后来捐赠了10000英镑的奖金给奥蒙德街医院儿童慈善事业。
2005年，这本书获得了欧盟笛卡尔科学传播奖。

## 参阅
- 大历史